# Тилигульская пересыпь
Тилигульская пересыпь — орнитологический заказник местного значения, расположенный на пересыпи Тилигульского лимана. Заказник расположен в Одесской области и входит в состав Тилигульского регионального ландшафтного парка. Площадь — 390 га. Заказник образован решениями Одесского облисполкома от 03.12.83 г № 682, от 02.10.84 гр. № 493, от 01.10.93 г № 496-XXI
В состав заказника входит непосредственно пересыпь лимана, а также прилегающая акватория лимана и моря. Территория пересыпи частично заболочена и представляет собой сочетание небольших озер, островков, болот и зарослей камыша, идеально подходящее для гнездования многих видов птиц.
Тилигульская пересыпь является многолетним местом гнездовий птиц и их остановки во время сезонных миграций. Здесь встречается ряд видов, занесенных в Красную книгу Украины: малый баклан, ходулочник, морской зуек (20-80 пар), кулик-сорока, колпица, каравайка (200 пар), желтая цапля и пр. Кроме того здесь зимует часть европейской популяции большой белой цапли
В настоящее время на территории пересыпи ведется массовая незаконная добыча песка, в результате которой, площадь суши и тростниковых зарослей сокращается до минимума.